# Биржевая мания
Биржевая мания — всеобщий оптимизм на бирже ценных бумаг во время роста цен на акции. В этой ситуации, как правило, появляется значительное количество комментаторов, которые оправдывают завышенные цены и утверждают, что рынок будет двигаться только вверх. Акции покупаются и продаются исключительно с целью спекуляции. Когда энтузиазм достигает пика, рынок обычно рушится. Известны знаменитые крахи на бирже США: в 1929 (Великая депрессия), 1987 (Чёрный понедельник (1987)) и 2000 (Бум доткомов) годах.